# هاري جاكسون
هاري جاكسون (بالإنجليزية: Harry Jackson)‏ (1 يناير 1918 ببلاكبرن في المملكة المتحدة - 1 يناير 1984 في المملكة المتحدة) هو لاعب كرة قدم بريطاني (وحمل سابقاً جنسية المملكة المتحدة لبريطانيا العظمى وأيرلندا) في مركز الهجوم. لعب مع بريستون نورث إيند وبلاكبيرن روفرز ومانشستر سيتي ونادي بيرنلي ونادي هايد إف سي ونادي تشستر سيتي.

## وصلات خارجية
- هاري جاكسون على موقع قاعدة بيانات كرة القدم.إي يو (الإنجليزية)